# Esquerdinha
Esquerdinha, właśc. Rogério Fonseca da Silva (ur. 24 marca 1970 w Rio de Janeiro) – brazylijski piłkarz, występujący na pozycji pomocnika.

## Kariera klubowa
Esquerdinha karierę piłkarską rozpoczął w małym klubie Barretos EC w 1991. Przez pierwsze dziesięć lat kariery występował w prowincjonalnych klubach z niższych lig. Przełomem w jego karierze był transfer do AD São Caetano w 1999. W São Caetano 23 listopada 2000 w zremisowanym 3-3 meczu z Fluminense FC Esquerdinha zadebiutował w lidze brazylijskiej.
Z São Caetano dwukrotnie zdobył wicemistrzostwo Brazylii w 2000 i 2001. W 2002 występował w Santosie FC i Botafogo FR. Rok 2003 spędził w Guarani FC. W Guarani 29 listopada 2003 w przegranym 1-3 meczu z Athletico Paranaense Esquerdinha po raz ostatni wystąpił w lidze brazylijskiej.
Ogółem w latach 2000–2003 w lidze brazylijskiej Esqeurdinha wystąpił w 84 meczach, w których strzelił 4 bramki. W późniejszych latach Esquerdinha występował w klubach z niższych klas rozgrywkowych, kończąc karierę CSA Maceió w 2009. W 2011 powrócił na boisko w barwach występującego w drugiej lidze stanowej Minas Gerais Mamoré Patos de Minas.

## Kariera reprezentacyjna
Esquerdinha  jedyny raz w reprezentacji Brazylii wystąpił 31 stycznia 2002 w wygranym 6-0 towarzyskim meczu z reprezentacją Boliwii, stając się jednym z najstarszych debiutantów historii canarinhos.